# Flavinhac
Flavinhac (en francès Flavignac) és un municipi francès situat al departament de l'Alta Viena i a la regió de la Nova Aquitània.

## Demografia
| 1962                                       | 1968  | 1975 | 1982 | 1990 | 1999 | 2007  |
| ------------------------------------------ | ----- | ---- | ---- | ---- | ---- | ----- |
| 845                                        | 1.005 | 969  | 963  | 909  | 955  | 1.021 |
| Des de 1962: població sense dobles comptes |       |      |      |      |      |       |

## Administració
| Període   | Identitat           | Partit |
| --------- | ------------------- | ------ |
| 1971-1989 | Gaston Vergnaud     | RPR    |
| 1989-1995 | Marcel Darthout     | RPR    |
| 1995-2008 | Jean François Boyer |        |
| 2008-     | Claudine Pradier    | PS     |

## Agermanaments
- Dietenhofen